# Zbigniew Zieliński (siatkarz)
Zbigniew Zieliński (ur. 29 marca 1964) – polski siatkarz, reprezentant Polski, wicemistrz Europy (1983), medalista mistrzostw Polski, zdobywca Pucharu CEV (1990) z Moerser SC.

## Kariera sportowa
Karierę sportową rozpoczął w klubie Lechia Tomaszów Mazowiecki. Od sezonu 1981/1982 był zawodnikiem Resovii, z którą zdobył brązowy medal mistrzostw Polski w 1987 i 1988. W sezonach 1984/1985 i 1986/1987 uznany przez Przegląd Sportowy najlepszym siatkarzem ligi. W sezonie 1989/1990 został zawodnikiem niemieckiego Moerser S.C. i zdobył z tą drużyną w 1990 Puchar CEV (jako pierwszy Polak w historii tych rozgrywek). Grał także w klubach francuskich, w sezonie 1996/1997 występował w zespole Kazimierz Płomień Sosnowiec, w sezonie 2001/2002 w Skrze Bełchatów, zdobywając brązowy medal mistrzostw Polski, w sezonie 2005/2006 ponownie w Resovii.
W reprezentacji Polski debiutował 10 maja 1983 w towarzyskim spotkaniu z Bułgarią. Jego największym sukcesem było wicemistrzostwo Europy w 1983. W 1984 był kandydatem do wyjazdu na Igrzyska Olimpijskie w Los Angeles (1984). Wobec bojkotu zawodów zagrał na turnieju zawodów Przyjaźń-84, zajmując z drużyną trzecie miejsce. Wystąpił także na mistrzostwach świata w 1986 (9. miejsce), mistrzostwach Europy w 1985 (4. miejsce), 1989 (7. miejsce) oraz Igrzyskach Dobrej Woli w 1986. Ostatni raz wystąpił w biało-czerwonych barwach 22 kwietnia 1990 w meczu kwalifikacji do mistrzostw świata z Jugosławią – 22 kwietnia 1990. Łącznie w reprezentacji zagrał w 242 spotkaniach, w tym 217 oficjalnych.
Pracuje jako trener z amatorską francuską drużyną polonijną AL Caudry